# Chrysler JR41
Chrysler JR41 — модель американского автопроизводителя. Автомобиль был выпущен в 1991 году и производился до 1996 года. Был доступен только в кузове седан.

## Описание
JR41 оснащался двигателем V6 мощностью 153 л. с., который работал в паре с четырехскоростной автоматической коробкой передач. Благодаря этому комбинированному двигателю у этого автомобиля было хорошее ускорение, а также высокая топливная экономичность.
Производство автомобиля было остановлено в 1996 году, чтобы уступить место новым моделям.